# Myrna Fahey

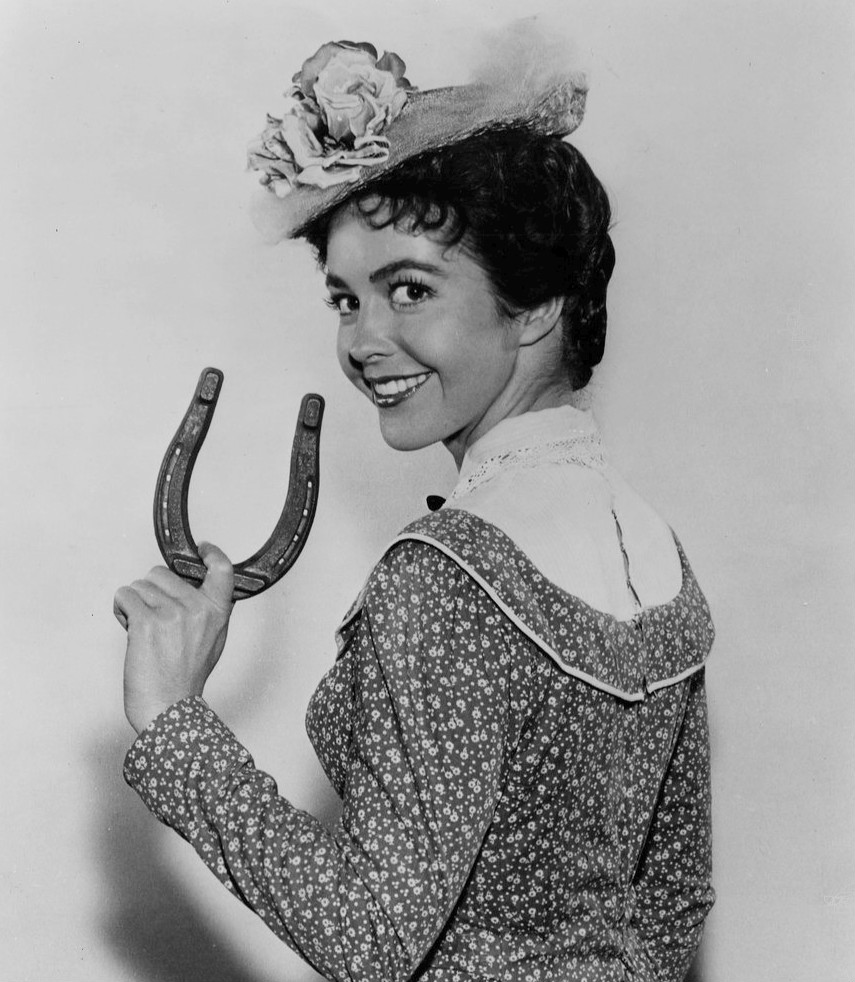
Myrna Fahey (1959)

Myrna Elisabeth Fahey (* 12. März 1933 in Carmel, Maine; † 6. Mai 1973 in Santa Monica, Kalifornien) war eine amerikanische Filmschauspielerin, die bekannt ist für ihre Rollen als Maria Crespo in der Fernsehserie Zorro und als Madeline Usher in dem Horrorfilm Die Verfluchten.

## Filmkarriere
Ihre schauspielerische Laufbahn begann 1954, als sie in einer Episode der Fernsehserie Cavalcade of America mitwirkte. Nach 2 weiteren Serienauftritten wirkte sie 1955 erstmals in dem Spielfilm I Died a Thousand Times mit, in dem sie aber ebenso wenig namentlich aufgeführt wurde wie in ihrem zweiten Spielfilm Gold aus heißer Kehle, dem auch zweiten Film von Elvis Presley.
1958 erhielt sie die Rolle der Maria Crespo in der Fernsehserie Zorro. Anschließend folgten 2 Rollen in den 1959 uraufgeführten Spielfilmen Auf heißer Fährte und Sensation auf Seite 1. 1960 verkörperte sie Madeline Usher in dem an die Erzählung Der Untergang des Hauses Usher von Edgar Allan Poe angelehnten Film Die Verfluchten (OT: House of Usher).
Danach wirkte sie noch in einer Reihe von Fernsehserien mit; so zum Beispiel 1960 in einer Folge der erfolgreichen Westernserie Bonanza sowie unter anderem in mehreren Episoden von Maverick, 77 Sunset Strip, Hawaiian Eye und Perry Mason.

## Tod
Myrna Fahey verstarb im Alter von nur 40 Jahren nach einer langen und schweren Krebserkrankung.

## Filmografie (Auswahl)
- 1959: Auf heißer Fährte (Face of a Fugitive)
- 1960: Die Verfluchten (The Fall of the House of Usher)